# Dino Baggio
Dino Baggio (Camposampiero, 24 juli 1971) is een Italiaans voetballer. De middenvelder speelde in zijn carrière voor Torino FC, Internazionale, Juventus FC, Parma AC, Lazio Roma, Blackburn Rovers FC en AC Ancona.

## Clubcarrière
In 2004 hing Baggio zijn voetbalschoenen aan de wilgen. In totaal speelde hij 346 competitiewedstrijden en maakte daarin 25 doelpunten. Zijn meeste wedstrijden speelde hij bij Parma. Voor deze club scoorde hij 19 competitiedoelpunten in 152 wedstrijden. Zijn totale carrière heeft een duur gehad van vijftien jaar. Baggio debuteerde op zijn negentiende bij Torino.

## Interlandcarrière
Baggio kwam in totaal zestig keer (zeven doelpunten) uit voor de nationale ploeg van Italië in de periode 1991–1999. Onder leiding van bondscoach Arrigo Sacchi maakte hij zijn debuut op 21 december 1991 in de EK-kwalificatiewedstrijd tegen Cyprus (2-0), net als Demetrio Albertini (AC Milan) en Alberigo Evani (AC Milan). Hij speelde met Italië op meerdere eindtoernooien.

## Erelijst
Torino FC
- Serie B: 1989/90
- Mitropacup: 1991

 Juventus FC
- UEFA Cup: 1992/93

 Parma AC
- Coppa Italia: 1998/99
- Supercoppa Italiana: 1999
- UEFA Cup: 1994/95, 1998/99

 Italië onder 21
- Europees kampioenschap voetbal onder 21: 1992